# Плава принцеза
Плава принцеза (јап. ボスコアドベンチャー, Bosuko Adobenchā, Bosco Adventure) аниме је из 1986. године, који је продуцирао јапански студио Нипон анимејшн.
Аниме је углавном инспирисан дечјом књигом Шумске приче (Storie del bosco) италијанског писца Тонија Вулфа, али и другим његовим радовима. Премијерно је приказан на јапанској телевизији Јомиури, од 6. октобра 1986. до 30. марта 1987, а крајем осамдесетих и почетком деведесетих година емитована је у многим европским и ваневропским земљама (Бугарска, Шпанија, Пољска, Мађарска, Француска, Немачка, Грчка, Естонија, Камерун, Русија, Канада, Чиле, Израел, Египат, Џибути, Јужна Кореја и др). У Јапану, Италији и Француској серија је била веома популарна, а никада није званично преведена на енглески језик и приказана на англо-америчком говорном подручју.
У земљама тадашње СФРЈ је 1991. године с успехом емитована на телевизији Нови Сад, синхронизована на српски језик.

## Радња
Земљом извора завладао је немилосрдни Шкорпион (スコーピオン). Вода му је највећи непријатељ, због чега је затрпао Извор живота и читаву територију претворио у бесплодни камењар. Његов план је могла да поремети само девојчица, позната под именом Плава принцеза (アプリコット ひめ). Наиме, уколико би принцеза села на престо пре потпуног помрачења сунца, Извор живота би поново прорадио и више га ништа не би могло зауставити. Због тога је Шкорпион послао Кукуљаша (フードマン) и његове помоћнике Ђолета (ジャック) и Болета (フランツ) да ухвате девојчицу, или да је спрече да се на време врати у Земљу извора.
На свом путу, Плава принцеза стиче многе пријатеље, али је од самог почетка прате они највернији: њена механичка птица Трућко (スピーク), верни жабац веселог изгледа Жапко (フローク), корњача Корко (タッティ), невероватни проналазач, и Видра (オッター), стални члан посаде летећег брода „Шуменко“.

## Ликови
- Плава принцеза: Наследница престола у Земљи извора. Храбра девојчица, увек спремна да помогне другима у невољи. На свом путовању стекла је много пријатеља.
- Жапко: Највернији принцезин пријатељ. Од почетка је прати у свим авантурама, а када је то потребно ризиковаће и сопствени живот само да јој помогне.
- Корко: Славни проналазач из Боскове шуме. Његово животно дело је летећи брод „Шуменко“ на коме ће пратити Плаву принцезу на читавом њеном путу до Земље извора.
- Видра: Стални члан посаде „Шуменка“. Задужена је за ложење великог котла, али се добро сналази и са многим другим пословима.
- Аждаја и њено младунче: Заштитница мишјег народа у долини. Заједно са својим малишаном кренула је у помоћ Плавој принези када је то било најпотребније.
- Кукуљаш: Подмукли Шкорпионов плаћеник. Непрекидно покушава да зароби принцезу, очекујући да ће за награду уаузети бољи положај код свог господара.
- Боле: Једнооки патуљак, верни пратилац Кукуљаша. Увек спреман да изврши његове наредбе, чак и када не разуме до краја о чему се ради.
- Ђоле: Црно-бели мачак, други покорни пратилац Кукуљаша. Наредбе свог газде не извршава увек на добар начин, па се догађа да због тога више настрада Кукуљаш него његов противник.
- Дамија: Заповедник стражара у Земљи извора. Извршава наредбе Шкорпиона јер јој је обећано да ће владати половином земље. Тек на крају схвата да је изиграна.
- Шкорпион: Биће из свемира, стигло на Земљу извора на челу армије великих ждерача. Не подноси воду и зато затрпава Извор живота. Једини прави противник му је Плава принцеза.

Споредни ликови:
- Трућко: Механичка птица и одани љубимац Плаве принцезе.
- Гласник: Шкорпионов шишмиш који преноси поруке Кукуљашу и саветује га како да ухвати принцезу.
- Вранац: Смешна врана из Боскове шуме.
- Џени: Зечица из Боскове шуме.
- Џин: Успавани див са планине.
- Једнорог: Усамљени једнорог са напуштеног острва који жели да пронађе своју породицу.

## Списак епизода
1. Спасавање принцезе (大剣 さらわれた妖精の姫・ボスコ号発進！)
2. Успавани див (眠れる巨人を起こすな！)
3. Долина аждаје (ドラゴン谷は危険がいっぱい)
4. Спасавање аждајчета (がんばれ！子供ドラゴン)
5. Ко ће пре до блиставих гљива? (光るキノコを手に入れろ！)
6. Јурњава кроз дворац великог зла (代魔宮のデッドヒート)
7. Принцеза у невољи (アプリコット姫　危機一髪)
8. Кукљашева чаролија (フードマンのおかしなマジック)
9. Чудна подземна тамница (オアシスの不気味な地下牢)
10. Шуменкова пловидба (ボスコ号海上漂流)
11. Безобразни једнорог (ずうずうしいユニコーン)
12. Трка у снегу (凍った村を救え！・雪原の大追跡)
13. Судбина вилинске принцезе (ようせいアプリコットひめのさだめ)
14. Бег из гуштеровог замка (トカゲ城アプリ救出作戦)
15. Дамија, прелепи убица (うつしきわんさつしゃダミアとうじょう)
16. Сукоб у успаваној шуми (ねむりのもりのだいこんせん)
17. Ко је варалица? (ニセはダレダ？)
18. Битка подморница на дну језера (こていのせんすいかんだいせんそう
19. Загонетка исушеног града (なぞのみずなしおうこく)
20. Борба за воду (みず・ミズ・大戦争)
21. Принцезина одлука (アプリコットの決意)
22. Замак смрти: Шуменко је оштећен (枯れゆく王宮　ボスコ号大破!)
23. Опасност црне олује (黒いストームの恐怖)
24. Очи у очи са злом (運命の日　悪魔スコーピオンとの対決)
25. Сунчев прстен (走れフローク　太陽の指環の日は来た!)
26. Да ли ће принцеза спасити свет? (アプリへんしん・よみがえるかいのちのいずみ)

## Музика
Пратећу музику за Плаву принцезу компоновао је јапански музичар и композитор Тошијуки Ватанабе, познат по раду на музици за серијал филмова о чудовишту Монтри. У већини епизода присутне су оригиналне музичке теме, док се мањи број њих понавља кроз серију.
За аниме је написано и неколико сонгова, које певају главни јунаци. На додатном диску јапанског DVD издања објављене су четири најпознатије песме; Tokimeki wa Forever (ときめきはForever, uvodna špica), Hareta hi nimo ai wo kudasai (はれたひにもあいをください, odjavna špica), Kara Kara Makkura (カラカラまっくら) и Bosco Adventure (ボスコアドベンチャー).
Tokimeki wa Foreverⓘ

## Српска синхронизација
РТВ Нови Сад адаптирала је и синхронизовала на српски 16 од 26 епизода серије (1-12 и 23-26) и емитовала их током 1991. године.
Главним јунацима гласове су позајмили познати новосадски позоришни глумци Ана Радаковић, Видосава Јовановић, Весна Ждрња, Тереза Чамбор, Миодраг Петроње, Војислав Цинкоцки, Александар Гајин, Александар Ђорђевић, Миодраг Петровић и Емил Курцинак. Адаптацију на српски језик режирао је Миливоје Радаковић, а сценарио је с јапанског језика превео Мирослав Настасијевић.
Новосадски издавач стрипова Маркетпринт објавио је 1991. године албум са самолепљивим сличицама Плава принцеза.

## Остало
- Француска: као "Les aventures du Bosco" приказана на каналу Ла Синк 1990. године.
- Камерун: као "Les aventures du Bosco" на каналу Манга 1992. године.
- Египат: серија је емитована са француском синхронизацијом (не и арапском) на Каналу 3.
- Естонија: као "Bosco Seiklused" приказана 1996. године.
- Мађарска: као "A Bosco léghajó kalandjai" емитована на каналу Мсат.
- Израел: као "Havurat Hatzav Hameofef" на Каналу 1.
- Италија: као "La principessa dai capelli blu" приказана на телевизији Италија 1 1988. године.
- Пољска: као "Przygody Bosco" емитована на Топ Каналу и ТВН.
- Русија: као „Приключения Боско“ емитована 1991. године.
- Јужна Кореја: приказана на КБС мрежи 1987. године.
- Шпанија, Мексико и Чиле: као "Las aventuras de la nave Bosco".
- Србија (СФРЈ): као „Плава принцеза“ на телевизији Нови Сад 1991. године.

## Видео издања
У Јапану Плава принцеза је у јулу 2003. године издата на обједињеном DVD издању са шест дискова, укључујући и бонус диск са петоминутним пилот филмом о Босковој шуми из 1985. године и четири песме из серије. Ово, до сада једино издање серије на DVD медију, нема синхонизацију или титлове на другим језицима, осим на оригиналном јапанском.
У Мађарској серија је деведесетих издата на седам видео-касета са по две епизоде.
У Србији (СФРЈ) Плава принцеза није објављена на неком носачу видеа, а епизоде са српском синхронизацијом су уништене током НАТО бомбардовања зграде телевизије Нови Сад. Једини начин да се цртани данас погледа је путем епизода које монтирају групе њених љубитеља, користећи кућне видео-снимке.